# Tadeusz Dawidejt
Tadeusz Dawidejt (ur. 14 lutego 1952 w Augustowie) – polski poeta, prozaik.

## Życiorys
Ukończył studia farmaceutyczne na Wydziale Farmacji Akademii Medycznej w Gdańsku. Debiutował w 1980 na łamach „Gazety Współczesnej”. W 1990 został członkiem Związku Literatów Polskich . Jego utwory publikowane były między innymi w „Jaćwieży", „Krajobrazach", „Tygodniku Północnym", „Warmii i Mazurach", w almanachu „EPEA", w jednodniówce „Ocalenie przez poezję". W 1997 roku miał miejsce debiut powieściopisarstwa Dawidejta. Ukazała się wtenczas powieść „Mała kronika pruska".

## Twórczość
- Wiersze (1988) – poezje[5]
- Rondo bliskowodne (1989) – poezje
- Stany mniejszych znaczeń (1994) – poezje
- Dotykanie czasu (1997) – poezje[6]
- Mała kronika pruska (1997) – powieść[7]
- Dom kobiet i amfiteatr (2005) – poezje[8]